# Carlos Arévalo Calvet
Carlos Arévalo Calvet (Madrid, 19 de agosto de 1906-Madrid, 7 de septiembre de 1989) fue un escultor y director de cine español.

## Biografía
Nacido en Madrid en 1906, realizó estudios de escultura en la Academia de Bellas Artes de San Fernando.
Militante falangista, se dedicó a la cinematografía y durante la dictadura franquista realizó varios filmes de cierto éxito. Destaca en este sentido el estreno de Harka (1941), si bien con posterioridad el film ha sido tachado de «panfleto militarista y profranquista». En 1942 estrenó Rojo y negro, película de resonancias falangistas que, tras unas semanas en cartelera, no contó con la aprobación de las autoridades y terminaría siendo retirada de las salas. También durante ese año intentó, sin éxito, llevar a las pantallas la obra teatral Fuenteovejuna. A partir de 1944 se dedicó a la escultura y de hecho llegó a ser catedrático de la Escuela de Artes y Oficios. En la década de 1950 retomó su actividad cinematográfica, volviendo a dirigir varios films. Falleció en Madrid en 1989.

## Filmografía
- Ya viene el cortejo… (1939)
- Los viejos palacios (1940)
- No fumadores (1941)
- Harka (1941)
- Rojo y negro (1942)
- Siempre mujeres 1942)
- Arribada forzosa (1943)
- Su última noche (1944)
- Hospital general (1956)
- Ángeles sin cielo (1957)
- Los dos rivales (1958)
- Misión en Marruecos (1959)
- Un americano en Toledo (1960)